# 1227
- Wikisource

| Calendário gregoriano                                                        | 1227 MCCXXVII                                        |
| Ab urbe condita                                                              | 1980                                                 |
| Calendário arménio                                                           | 676 – 677                                            |
| Calendário bahá'í                                                            | -617 – -616                                          |
| Calendário budista                                                           | 1771                                                 |
| Calendário chinês                                                            | 3923 – 3924 Início a 19 de janeiro (aproximadamente) |
| Calendário copta                                                             | 943 – 944                                            |
| Calendário etíope                                                            | 1219 – 1220                                          |
| Calendários hindus - Vikram Samvat - Calendário nacional indiano - Cáli Iuga | 1282 – 1283 1148 – 1149 4327 – 4328                  |
| Calendário Holoceno                                                          | 11227                                                |
| Calendário islâmico                                                          | 624 – 625                                            |
| Calendário judaico                                                           | 4987 – 4988                                          |
| Calendário persa                                                             | 605 – 606                                            |
| Calendário rúnico                                                            | 1477                                                 |
| Calendário solar tailandês                                                   | 1770                                                 |

1227 (MCCXXVII, na numeração romana) foi um ano comum do século XIII do Calendário Juliano, da Era de Cristo, a sua letra dominical foi C (52 semanas), teve início a uma sexta-feira e terminou também a uma sexta-feira.

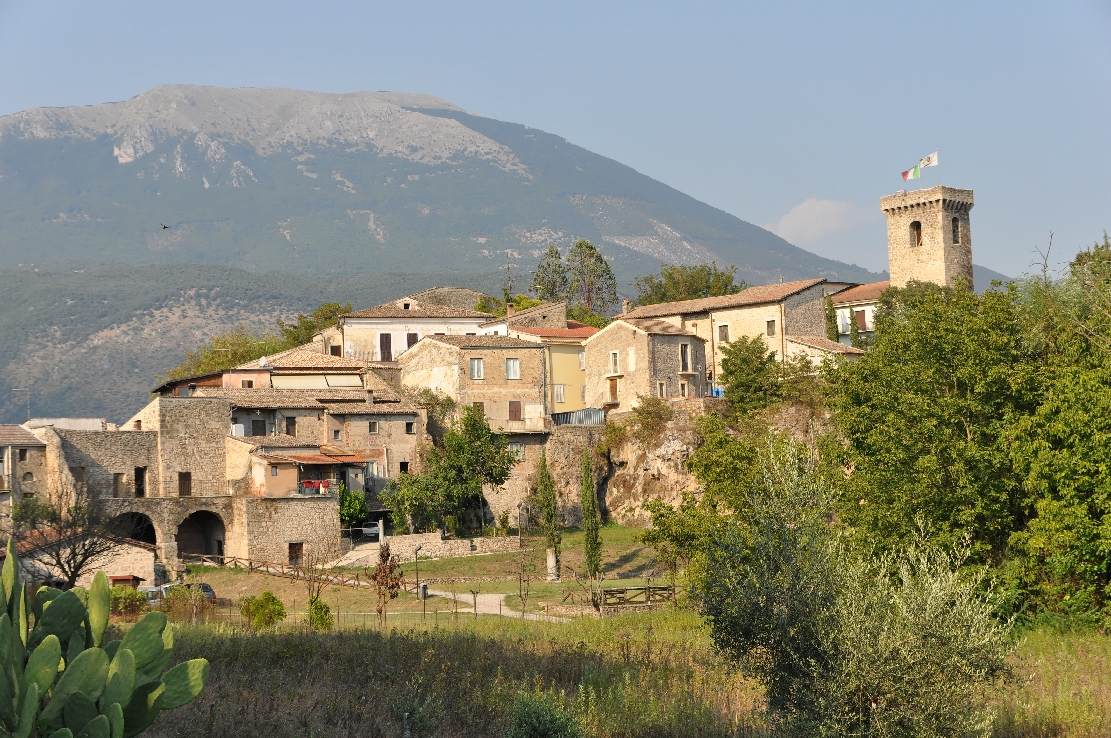
Aquino, no Lácio, cidade-natal de Tomás de Aquino.

| Ano completo                       |
| ---------------------------------- |
| Ano comum com início à sexta-feira |

## Eventos
- 29 de Setembro - O Papa Gregório IX excomunga Frederico II.

## Nascimentos
- 30 de Setembro - Papa Nicolau IV (m. 1292).
- Tomás de Aquino, frade da Ordem dos Dominicanos, filósofo italiano (m. 1274).
- Carlos I da Sicília.
- Alain II de Avaugour, Barão Mayenne, m. 1267.

## Mortes
- 18 de Março - Papa Honório III (n. 1148).
- 23 de Julho - Qiu Chuji (n. 1148).
- 18 de Agosto - Genghis Khan, imperador mongol.
- Jochi, filho de Gengis Kahn.